# Drakenberg (manzana)
Drakenberg es el nombre de una variedad cultivar de manzano (Malus domestica). 
Un híbrido de manzana originaria de Suecia. Las frutas tienen la pulpa con textura tierna y jugosa, tiene un sabor dulce y ligeramente ácido. Tolera la zona de rusticidad delimitada por el departamento USDA, de nivel 1 a 3.

## Historia
Una variedad local de la provincia de Närke. La fruta de un árbol de 50 años en la casa solariega de Hjälmarsnäs, en la costa sur del lago Hjälmaren en la parroquia de Mellösa donde se considera que la variedad es bastante común, se mostró en la exposición de Linköping.
La manzana se origina en la mansión de Hjälmarsberg y lleva el nombre de la familia "Drakenberg" que fue propietaria de la mansión de 1834 a 1898. Fue descrito en 1982 a partir de frutos de Carl Strömberg en Hidingsta.
Está incluida en la relación de manzanas cultivadas en Suecia en el libro "Äpplen i Sverige : 240 äppelsorter i text och bild.
"-(Manzanas en Suecia: 240 variedades de manzanas en texto e imagen).

## Características
'Drakenberg' es un árbol de un vigor alto. Tiene un tiempo de floración que comienza a partir del 2 de mayo con el 10% de floración, para el 6 de mayo tiene una floración completa (80%), y para el 16 de mayo tiene un 90% caída de pétalos.
'Drakenberg' tiene una talla de fruto grande; forma cónica con el contorno irregular; con nervaduras fuertes en forma de mamelones pronunciados, y corona media; piel gruesa, y rugosa, epidermis con color de fondo amarillo verdoso, con un sobre color de rojo con pinceladas gruesas de un rojo más intenso, importancia del sobre color alto (70-85%), y patrón del sobre color chapa / pinceladas, presenta zonas de ruginoso-"russeting" de color pardo rojizo, ruginoso-"russeting" (pardeamiento áspero superficial que presentan algunas variedades) medio-alto; cáliz es medio y semicerrado, asentado en una cuenca ancha y profunda; pedúnculo es corto y de calibre grueso, colocado en una cavidad poco profunda y estrecha, con ruginoso-"russeting" en las paredes; carne de color blanco, pulpa con textura tierna y jugosa, tiene un sabor dulce y ligeramente ácido.
La manzana es cosechada en septiembre, y madura en algún momento entre octubre y noviembre, y se puede almacenar hasta alrededor de Navidad.

## Usos
Una excelente manzana para comer fresca en postre de mesa.

## Ploidismo
Diploide, polen auto estéril. Para su polinización necesita variedad de manzana con polen compatible, entre ellas Transparente blanche.

## Susceptibilidades
Presenta cierta resistencia a la sarna del manzano y al mildiu.